# Districte de Gersau
El districte de Gersau és un dels sis districtes del Cantó de Schwyz (Suïssa). Té 1970 habitants (cens de 2007) i una superfície de 23.7 km². Està format per 1 sol municipi i el cap del districte és Gersau

## Municipis
| Escut  | Nom    | Habitants (31.12.2004) | Superfície en km² | Núm. OFS |
| ------ | ------ | ---------------------- | ----------------- | -------- |
| Gersau | Gersau | 1965                   | 23.7              | 1311     |
|        | Total  | 1965                   | 23.7              | 0502     |